# RubyForge
RubyForge 是一个专用于Ruby语言的协作式软件管理系统。 项目于2003年由Ruby Central发起，以帮助Ruby社区的开源项目提供托管。
截止至2014年2月，RubyForge共托管了9,603个项目，并拥有103,899名注册用户。

## 关站
2013年11月10日，Evan Pheonix在没有给出任何解释的前提下宣布，RubyForge将于2014年5月15日关闭并不可使用。